# Zygmunt Stefański (dyplomata)
Zygmunt Stefański (ur. 30 marca 1875 w Krakowie, zm. 7 listopada 1937 w Żeroniach) – polski prawnik (doktor praw), dziennikarz, krytyk literacki, urzędnik konsularny i dyplomata.

## Życiorys
Pochodził z rodziny inteligenckiej. Ukończył Gimnazjum im. Jana Sobieskiego i Wydział Prawa Uniwersytetu Jagiellońskiego, ze stopniem naukowym doktora praw (1897). Krótko pracował w austriackim sądownictwie w Sarajewie. Po powrocie do Krakowa w latach 1899-1902 był nauczycielem  historii Polski w Wyższej Szkole Realnej, następnie do 1909 zastępcą profesora w nowo utworzonej II Wyższej Szkole Realnej. Po rezygnacji z pracy w szkolnictwie pracował jako dziennikarz m.in. w redakcji Świata Słowiańskiego i Museionu, był  krytykiem literackim i teatralnym. Wybuch I wojny światowej zaskoczył go na terenie zaboru rosyjskiego, został jako poddany austro-węgierski internowany, następnie ewakuowany do Moskwy, gdzie pracował w redakcji Gazety Polskiej.
W styczniu 1919 wstąpił do służby dyplomatycznej II Rzeczypospolitej. 20 marca 1919 został radcą poselstwa RP w Belgradzie, od 20 marca 1920 do 1 sierpnia 1921 kierował placówką jako chargé d’affaires. Od 20 kwietnia 1921 z tytułem radcy i kons. gen., p.o. kierownika zarządzał Konsulatem Generalnym RP w Monachium. Następnie był radcą legacyjnym w poselstwie RP przy rządzie Rosji Sowieckiej w Moskwie. Od 10 grudnia 1921 do 16 października 1922 kierował poselstwem jako chargé d’affaires. Po odwołaniu 25 października 1922 do centrali Ministerstwa Spraw Zagranicznych, pracował do 1 listopada 1923 w referacie sejmowym Departamentu Politycznego. Zwolniony z resortu w ramach czystki personalnej prowadzonej przez ministra Mariana Seydę.
Był autorem kilku dramatów, powieści i recenzji teatralnych.